# 健康づくり国際会議

世界保健機関

健康づくり国際会議（けんこうづくりこくさいかいぎ、International conferences on health promotion, Global conferences on health promotion）は世界保健機関の主催する、健康づくりに関する国際会議である。毎回、開催都市名を冠した宣言や声明を発信しており、それらのメッセージは健康づくりに関する世界標準として扱われることが多い。

## 背景
健康づくりを参照して下さい。

## 各回の開催地とテーマ
毎回5日程度の会期で開かれる。回を重ねる度に、オタワ憲章の健康の前提条件、3つの基本戦略と5つの活動領域、そして第4回以降は健康の社会的決定要因、第5回以降は健康格差への取り組みの重要性が訴えられている。
- 第1回健康づくり国際会議: 1986年11月17-21日にカナダのオタワにて開催。テーマは新たなる公衆衛生の潮流。健康づくりのためのオタワ憲章が採択された[4]。
- 第2回健康づくり国際会議: 1988年4月5-9日にオーストラリアのアデレードにて開催。テーマは保健政策。保健政策についてのアデレード勧告が採択された[5]。
- 第3回健康づくり国際会議: 1991年6月9-15日にスウェーデン王国のスンツバルにて開催。テーマは健康の支援環境。健康の支援環境についてのスンツバル声明が調印された[6]。
- 第4回健康づくり国際会議: 1997年7月21-25日にインドネシア共和国の首都ジャカルタにて開催。テーマは新たなる時代の新たなる担い手たち - 健康づくりの21世紀への誘い。健康づくりを21世紀へと誘うジャカルタ宣言が採択された[7]。
- 第5回健康づくり国際会議: 2000年6月5-9日にメキシコ合衆国の首都メキシコシティにて開催。テーマは健康づくりあるいは格差の架け橋。健康づくりのためのメキシコ声明が調印された[8]。
- 第6回健康づくり国際会議: 2005年8月7-11日にタイ王国の首都バンコクにて開催。テーマは活動に向けた政策と提携: 健康の決定要因の管理。国際化した世界における健康づくりのためのバンコク憲章が採択された。[9]
- 第7回健康づくり国際会議: 2009年10月26-30日にケニア共和国の首都ナイロビにて開催。テーマは健康と開発の推進: 履行格差の緩和。ナイロビ実施要請が宣言・採択された[10]。